# (33114) 1998 BH5
1998 BH5 (asteroide 33114) é um asteroide da cintura principal. Possui uma excentricidade de 0.07105720 e uma inclinação de 5.02437º.
Este asteroide foi descoberto no dia 18 de janeiro de 1998 por Spacewatch em Kitt Peak.